# غزال سعودي
الغزال العربي هو أحد أنواع الغزلان المنقرضة بسبب الصيد المكثف الذي تعرضت له، تم إعلان أنها منقرضة في عام 2008 رغم أنه من المحتمل أنها انقرضت قبل ذلك. كان يعتقد في السابق أن الغزال السعودي هو إحدى سلالات غزال دوركاس قبل أن يُكتشف حديثاً أنه يشكل نوعا مستقلا بذاته، وقد أظهرت الفحوصات الوراثية التي أجريت للغزلان السعودية، التي يزعم أنها متبقية في الأسر، بأن هذه المجموعات إمّا أنها تشكّل أنواعا مختلفة عن الغزال السعودي الحقيقي أو تمثّل غزلاناً هجينة بين عدّة أنواع.

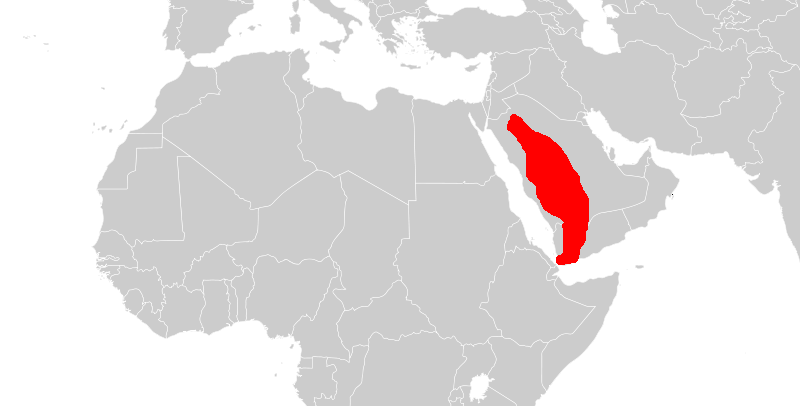
موطنه

كانت الغزلان العربية منتشرة بشكل واسع سابقاً عبر معظم شبه الجزيرة العربية من الكويت حتى السعودية وحدود اليمن، حيث كانت تعيش في السهول الحصويّة والرمليّة، وقد وردت معظم التقارير التي تفيد عن وجودها من الجزء الغربي من المملكة، كما وردت تقارير أخرى تفيد بوجودها في سوريا والعراق، إلا أنها ليست مؤكدة حتى الآن. كما أفاد تقرير أخر من مدينة عمان في الأردن، أنه تمّ العثور على مستحثات تعود لغزال عربي بالقرب من أثار لمستوطنة بشرية تمّ العثور عليها، إلا أن ذلك ليس بدليل كاف على أن هذا النوع كان يعيش هناك بصورة طبيعية. قد يستحيل على العلماء تحديد الموطن الصحيح الكامل لهذه الغزلان، وذلك بسبب عادة شيوخ القبائل العربية وبعض الأفراد منذ القدم، أن يحتفظوا بالغزلان ويتاجرون بها مع أشخاص أخرون في دول ثانية.

## تاريخ النوع، وصفه ووضع الجمهرات الأسيرة
امتلكت الغزلان السعودية قوائم أقصر من قوائم غزلان دوركاس وفراء أبهت لونا، كما كانت تفتقد للخطوط العرضيّة على جانبيها والبقعة على أنفها، وكانت أذنيها صفراء برتقالية باهتة، كما خطوط وجهها الضاربة للبياض.
لم يتم التبليغ عن أي مشاهدات عينيّة لهذا النوع من الغزلان خلال العقود الماضية، على الرغم من البحث الكثير الذي تمّ في المناطق التي كانت تقطنها. أظهرت التحاليل الأخيرة التي أجريت على الحمض النووي لجميع الغزلان المأسورة والتي يزعم بأنها سعودية، بأن جميعها يمثل أنواعا مختلفة أو هجينة بين أنواع مختلفة من الغزلان. افترض الباحثان ريبهولز وهارلي، عام 1997، بأن الغزلان السعودية الأسيرة قد تزاوجت مع الغزلان الهندية وأنتجت غزلاناً هجينة غير نقيّة جينيّاً، إلا أن الحمض النووي الذي قورن به حمض تلك الغزلان لم يكن مماثلاً للحمض النووي المأخوذ من العينات المحتفظ بها في المتحف البريطاني للتاريخ الطبيعي، لذلك فقد تم إلغاء هذه الفرضية وظهرت بدلاً منها فرضية أخرى تفيد بأن جميع تلك الغزلان الهجينة قد تكون نتاج تزاوج غزلان فارسية، بدلاً من السعودية، مع غزلان هندية. وفي الواقع، فإنه لم يتم حتى الآن العثور على عينات من الحمض النووي مماثلة تماماً لتلك العينات المأخوذة من المتحف البريطاني، وعلى ذلك لا يمكن القول بأن هناك حتى غزلاناً هجينة بين الغزال السعودي وأي نوع أخر.
يبقى هناك فرصة ضئيلة جداً للعثور على أفراد نقيّة من الغزال السعودي حالياً، وهي إمكانية أن يكون هناك بضعة أفراد أصيلة في الأسر ولم يتم التبليغ عنها بعد، إلا أن فرصة العثور على أي منها تقل بسرعة مع مرور الزمن. ويطالب العديد من العلماء حالياً أن يتم تكثيف حملات البحث والمراقبة في المناطق التي كانت تسكنها هذه الحيوانات للتأكد من كونها قد انقرضت في البرية بالفعل أم لم تنقرض بعد، وللتأكد أيضاً مما إذا كان أي من محّبي تربية الحيوانات في شبه الجزيرة يحتفظ بأي منها دون أن يعلم بنوعها.

### محاولات الحفاظ على النوع
يعدّ الصيد المكثّف السبب الرئيسي وراء تناقص أعداد هذه الحيوانات ومن ثم انقراضها في البرية، وإذا كانت الغزلان الباقية في الأسر غزلاناً نقية جينيّاً فعلاً فإنها تعتبر مرشحة ممتازة للبدء في برنامج إكثار في الأسر لهذه الغزلان قبل أن يصار إلى إعادتها إلى موئلها الطبيعي، إلا أن الدراسات التي أجريت على جميع الأفراد المأسورة أظهرت بأنها غير نقيّة وبالتالي فلا يمكن اعتبارها مناسبة للمشاركة في برنامج التناسل.
لم يتم العثور حتى الآن على أي غزلان سعودية نقية جينياً، ولا يزال العلماء يأملون في العثور على البعض منها في البرية أو في إحدى المجموعات الخاصّة لأي شخص من محبي تربية الحيوانات. يمكن حالياً العثور على عينات من الجلود المجففة للغزال السعودي في متحف التاريخ الطبيعي في لندن، وقد ظهر عبر دراسة هذه الجلود أن الغزلان السعودية نوعا مستقلا عن غزلان دوركاس لكنها تبقى وثيقة الصلة بها، إلا أنها ليست مقربة من الغزلان الهندية التي كان يُعتقد بأنها تزاوجت معها وبالتالي فهذا يؤكد أن هذين النوعين لا يمكنهما أن يتزاوجا مما يؤكد خطأ فرضية وجود غزلان هجينة بينها وبين النوع الأخر.